# جيفيرسون ناسيمنتو
جيفيرسون ناسيمنتو (بالبرتغالية: Jefferson Nascimento‏) (5 يوليو 1988 في البرازيل - ) هو لاعب كرة قدم برازيلي في مركز الدفاع. لعب مع إشتوريل برايا وسبورتينغ لشبونة ونادي بالميراس ونادي ساو كايتانو ونادي فلومينينسي ونادي غريميو بارويري وGuaratinguetá Futebol ‏ ونادي سانتا كروز ونادي ناوتيكو.

## وصلات خارجية
- جيفيرسون ناسيمنتو على موقع الاتحاد الأوربي (الإنجليزية)
- جيفيرسون ناسيمنتو على موقع قاعدة بيانات كرة القدم.إي يو (الإنجليزية)
- جيفيرسون ناسيمنتو على موقع Soccerway.com (الإنجليزية)
- جيفيرسون ناسيمنتو على موقع AS.com (الإسبانية)